# Cranothèque

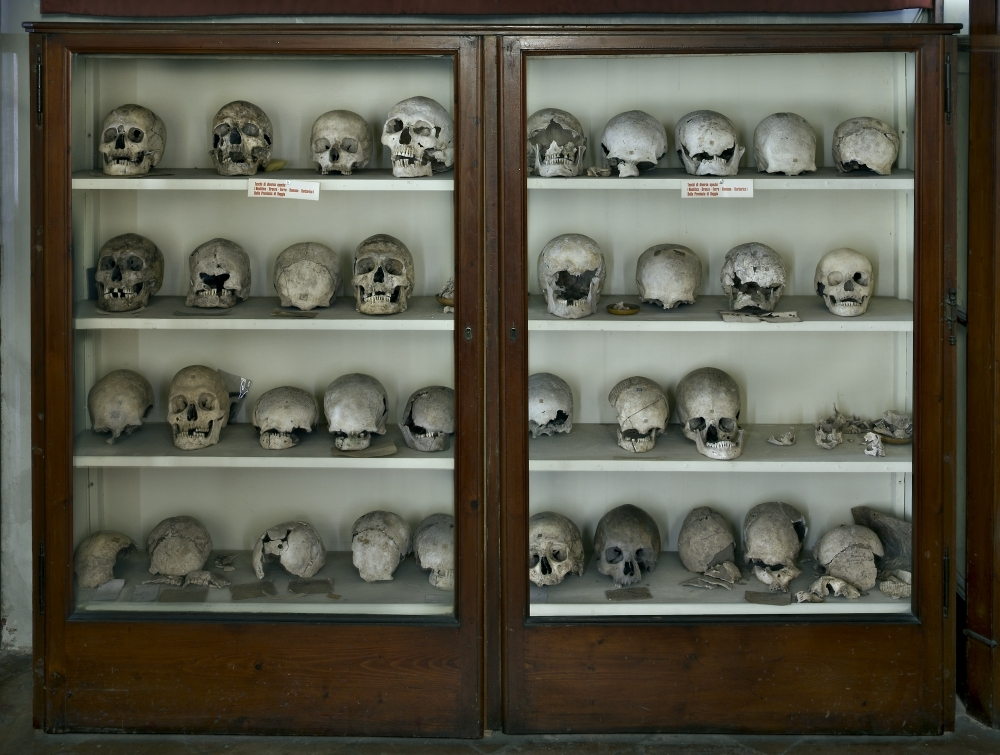
Cranioteca - Musée Gaetano Chierici de Préhistoire.

La cranothèque (cranioteca en italien) est une collection de crânes anciens d'hommes modernes conservée au musée de préhistoire de Reggio d'Émilie, en Émilie-Romagne, en Italie. Conçue par le fondateur du musée, Gaetano Chierici, qui y exposait les pièces trouvées dans les sites qu'il avait étudiés dans la région de Reggio d'Émilie et sur le reste du territoire italien, elle avait une fonction scientifique et didactique.

## Contexte
Les crânes proviennent de Reggio d'Émilie et de ses environs : San Pellegrino Terme, San Polo d'Enza, Montecchio Emilia, Sant'Ilario d'Enza, Coenzo, Viano. Il y a aussi eu des découvertes à l'île de Pianosa et à Remedello. La fonction principale de la collection, selon les intentions du fondateur, était de fournir des éléments ostéologiques à comparer dans la recherche de caractéristiques anthropologiques attribuables à des populations passées. La collection s'inscrit dans le cadre des intérêts de Chierici pour l'anthropologie physique, l'anthropologie criminelle et l'école de psychiatrie de l'hôpital psychiatrique San Lazzaro de Reggio d'Émilie, où travaillait son ami Enrico Morselli.

## Description
Chierici a soigné l'agencement des crânes dans des armoires, qui ont été présentées dans leur forme originale avec des rideaux, afin que le public le plus sensible ne puisse pas en voir le contenu. Chaque crâne est accompagné de notes écrites sur les observations successives de la boîte crânienne.
L'étude anthropologique des crânes est due au chercheur Paolo Storchi, connu pour ses recherches au Tannetum et en Grèce. Il a identifié dans les crânes de la collection Chierici plusieurs cas de mort violente, des tumeurs osseuses et des pratiques magiques / rituelles très particulières, comme le perçage du crâne avec des clous ; une pratique qui semble avoir eu lieu aussi bien lorsque le cadavre était frais qu'une fois réduit à l'état de squelette.